# Another Days....
《Kim Gunmo #007 Another Days......》는 2002년 5월 31일에 발매된 김건모의 7집 앨범이다.

## 수록곡
| #            | 제목                          | 작사           | 작곡           | 편곡         | 재생 시간 |
| ------------ | ----------------------------- | -------------- | -------------- | ------------ | --------- |
| 1.           | 〈바보〉                      | 최준영, 김진아 | 임기훈         | Sam Lee      | 3:58      |
| 2.           | 〈Y〉 (Rap featuring CB Mass) | 윤일상         | 윤일상         | 윤일상       | 3:50      |
| 3.           | 〈미안해요〉                  | 김건모, 최준영 | 김건모         | 나원주       | 4:37      |
| 4.           | 〈짱가〉                      | 김건모, 최준영 | 김건모         | 김건모       | 3:10      |
| 5.           | 〈정〉 (情)                   | 오현경         | 김건모         | 김형석       | 3:58      |
| 6.           | 〈Double〉                    | 최준영         | 최준영         | 유타         | 3:46      |
| 7.           | 〈빗속의 여인〉               | 신중현         | 신중현         | 여인국, 유타 | 2:56      |
| 8.           | 〈여름밤의 꿈〉               | 윤상           | 윤상           | 김건모       | 4:46      |
| 9.           | 〈Goodbye Yesterday〉         | 김태윤         | 김건모, 윤일상 | 윤일상       | 3:55      |
| 총 재생 시간 | 총 재생 시간                  | 총 재생 시간   | 총 재생 시간   | 총 재생 시간 | 34:56     |

## 참여
이 목록은 해당 앨범에서 발췌하였다.
| - 김건모 - 프로듀서, 코러스(1, 2, 4, 6, 7, 9) 참여 음악인 - Sam Lee - 전기 기타(1) - 이태윤 - 베이스 기타(1, 3) - 강수호 - 드럼(1) - 최태완 - 건반(1) - 김영용 - 타악기(1) - 한원종 - 코러스(1, 2, 5, 6) - 전승우 - 코러스(1) - 나원주 - 피아노(3) - 양현 외 9인 - 바이올린(3, 5) - 한넬리, 박세진, 정운주 - 비올라(3, 5) - 김준원 - 첼로(3, 5) - 장혁 - 드럼(3) - 이근형 - 전기 기타(4, 9) - 김형석 - 피아노(5) 스탭 - 김건모, 최준영, 윤일상 - 디렉터 - 임창덕, 도정희, 한종진 - 믹싱 엔지니어 - 장민철, 최영희, 김경환, 임정빈 - 녹음 - 최효영(소닉 코리아) - 마스터링 - 권지아 - 아트 디렉터, 디자인 - 강영호 - 사진 - 이지송 - 일러스트레이터 - 유은경, 유진영, 조윤진, 김혜연 - 스타일리스트 - 태인미디어 - 이그제큐티브 프로듀서 - 최승호, 이상우 - 매니지먼트 - Old&New, KENZO, 써드아이 - 협찬 |